# Ritu patriarcal
El ritu patriarcal o ritu aquilès és un antic ritu litúrgic de l'Església catòlica llatina emprat, amb variacions mínimes, a les seus dels patriarcats d'Aquileia, Grado i Venècia, fins a finals del segle xvi.

## Història
Des de l'antiguitat ha registres que mostren la diversitat d'Aquileia del ritu romà i la seva vinculació amb l'oriental. A partir del testimoni de Cromaci d'Aquileia es van trobar tres influències específiques procedents de l'Àsia Menor en la litúrgia d'Aquilea:
- el ritu pre-baptismal del lavatori dels peus (mentre que a Milà, segons el ritu ambrosià, era post-baptismal) i després convertir-se en el ritu del Dijous Sant;
- la Pasqua estava identificada amb el mateix ideal de la Passió i el dolor reportat per l'homilia Pasqual de Melitó de Sardes;
- seguint l'antiga tradició grega d'Esmirna, coneguda a través d'Ireneu de Lió, Cromaci canvià el simbolisme dels animals dels Evangelis, identificant de Sant Joan amb el lleó en comptes de Sant Marc Evangelista, i aquest amb l'àguila. Jeroni després restablí el lleó per a Marc.

Es faria altra excepció pel que fa al símbol de fe aquileiès segons l'informat per Rufí d'Aquilea i recordat també per Cromaci, que conserva els ecos dels debats teològics que havien tingut lloc com a epicentre Aquileia i la seva immensa jurisdicció eclesiàstica.
Aquest particular ritual era per tant de llarg ús a l'arxidiòcesi d'Aquileia i les seves nombroses sufragànies quan, el 568, aquesta església va esdevenir autocèfala arribant a Patriarcat. El cisma intern que va marcar el segle vii, amb les dues seus oposades d'Aquileia i Grado, i la divisió definitiva del nou Patriarcat de Grau (en 717), transmès per la mera utilització del patriarcat a les dues Esglésies germanes. No només això, sinó que també es va estendre a les diòcesis de Dalmàcia, sotmeses a Grado.
En aquesta època data el document litúrgic més antic i més interessant que testifica directament el ritu patriarquí. Es tracta d'un capitular del segle viii que va ser afegit al Codex Richdigeranus (del segle vi). El ritu d'Aquileia en aquesta fase diferia del ritu romà en molts aspectes i s'acostava, però, al ritu galicà, i als de les esglésies orientals (especialment la d'Alexandria d'on, amb tota probabilitat, el cristianisme va arribar a Aquileia).
A la fi de l'edat mitjana el ritual patriarcal s'acostà a poc a poc al romà. Després del Concili de Trento el ritu patriaquí va ser abandonat ràpidament a favor del romà: la diòcesi de Trieste en 1586, el Patriarcat d'Aquilea en 1596. La diòcesi de Como afirmava amb insistència el dret de continuar utilitzant el ritu aquileià, però en 1597 el Papa Climent VIII li va ordenar que l'abandonés. Només a la Basílica de Sant Marc de Venècia, que constituïa una nullius diocesis governada pel seu propi primicer, es va seguir utilitzant fins al 19 d'octubre de 1807 (quan es va incorporar al Patriarcat de Venècia, convertint-se en l'església catedral)
Al Leccionari Romà en friül, aprovat el 2004, es van incloure seqüències d'Aquileia.

## Característiques

### Festes i litúrgia
En general, el ritual patriarcal no diferia en particular del gregorià-romà, a excepció d'una distribució diferent d'algunes festes dins de l'any litúrgic.
Les principals diferències amb el calendari romà eren: 
- un Advent de cinc diumenges (en comptes de la tradicional de quatre);
- un canvi de la festa de Sant Esteve protomàrtir, celebrat com el ritu de Jerusalem-Antioquia el 27 de desembre (en comptes del 26 de desembre);
- preparació de la quaresma (Temps de Setantena) amb només dos diumenges: la Sexagèsima i Quinquagèsima (sense la Setantena);
- la celebració de dues misses en el diumenge abans de Pasqua, ja fos el Dijous Sant (en comptes de només en el Dijous Sant), com en el ritu galicà;
- la celebració d'una festa de mitja-Pentecosta, com en molts ritus orientals.

Menys rellevants són les diferències litúrgiques, limitant-se essencialment a la presència dels grecismes, particularment difosos a l'àrea de Venècia. Finalment seguia sent particularment estesa en ritu aquileià, l'ús del catecumenat.

### Cant patriarcal
El ritu aquileià estava vinculat a un estil particular de cant litúrgic i devocional, especialment de tradició oral, anomenat cant patriarcal.
Algunes d'aquests cants encara es duen a terme, tot i que s'està perdent la memòria, en algunes àrees de la muntanya, a Ístria, a Dalmàcia i al Friül que, en segles passats, estaven sota la jurisdicció del patriarca d'Aquilea, Grau o Venècia.